# Onthophagus sibiricus
Onthophagus sibiricus là một loài bọ cánh cứng trong họ Bọ hung (Scarabaeidae).